# 백도선
백도선(1930년 4월 13일~)은 대한민국의 권투 선수로, 1956년 하계 올림픽에 참가했다.